# Багликов, Тимофей Гаврилович
Тимофей Гаврилович Багликов (1878 — 24 апреля 1918, Демерджи-яйла) — русский революционер, участник установления Советской власти в Алуште. Во время контрреволюционного мятежа в апреле 1918 года был захвачен крымскотатарскими националистами вместе с членами Совета Народных Комиссаров Советской Социалистической Республики Тавриды и казнён 24 апреля 1918 года. В честь него в Алуште названа улица. Памятник казнённым — объект культурного наследия регионального значения.

## Биография
Родился в 1878 году. К 1903 году в Алуште оформилась социал-демократическая группа, тесно связанная с Ялтинским комитетом РСДРП. В доме рабочего-революционера Тимофея Багликова хранилась нелегальная литература, поступавшая из Ялты. Отсюда литература попадала к рабочим помещичьих имений, городских мастерских. В октябре 1906 года был  «выслан из Алушты Тимофей Багликов» и мобилизован в царскую армию, где вёл революционную агитацию среди солдат.
В 1911 году в Симферополе был бригадиром артели и также членом симферопольской подпольной ячейки. Вошёл в контакт с приехавшим в Крым и ищущим место доктора Д. И. Ульяновым, знакомил его с условиями борьбы в Крыму. 
В дни Февральской революции февраля 1917 года Тимофей Гаврилович стал председателем батальонного, затем полкового солдатского комитета. Вскоре он вернулся в Алушту уже убеждённым большевиком. В апреле профсоюзы города объединились в «Союз трудящихся», который возглавил Тимофей Багликов. Для рабочих был установлен 8-ми часовой рабочий день. «Союз» контролировал распределение продовольствия, поддерживал членов профсоюза материально, открыл столовую.
После вооружённого столкновения сил Крымской народной республики (так называемых эскадронцев, добровольных дружин офицеров с большой долей крымских татар из числа Крымского конного полка) и сил Севастопольского совета (в основном из числа матросов Черноморского флота) в январе 1918 года Крымская народная республика пала и была образована Советская Социалистическая Республика Тавриды. Её властями централизованно был продолжен полустихийный красный террор как против офицеров, так и против деятелей КНР. Председатель национального правительства крымских татар — муфтий Номан Челебиджихан также стал жертвой. 26 января 1918 года он был арестован и 23 февраля без суда убит матросами в Севастополе, а его труп был брошен в Чёрное море. Однако если в городах офицерам негде было скрыться от арестов, то в сельской местности эскадронцы укрывались в лояльных директории татарских селениях, в том числе и в окрестностях Алушты.

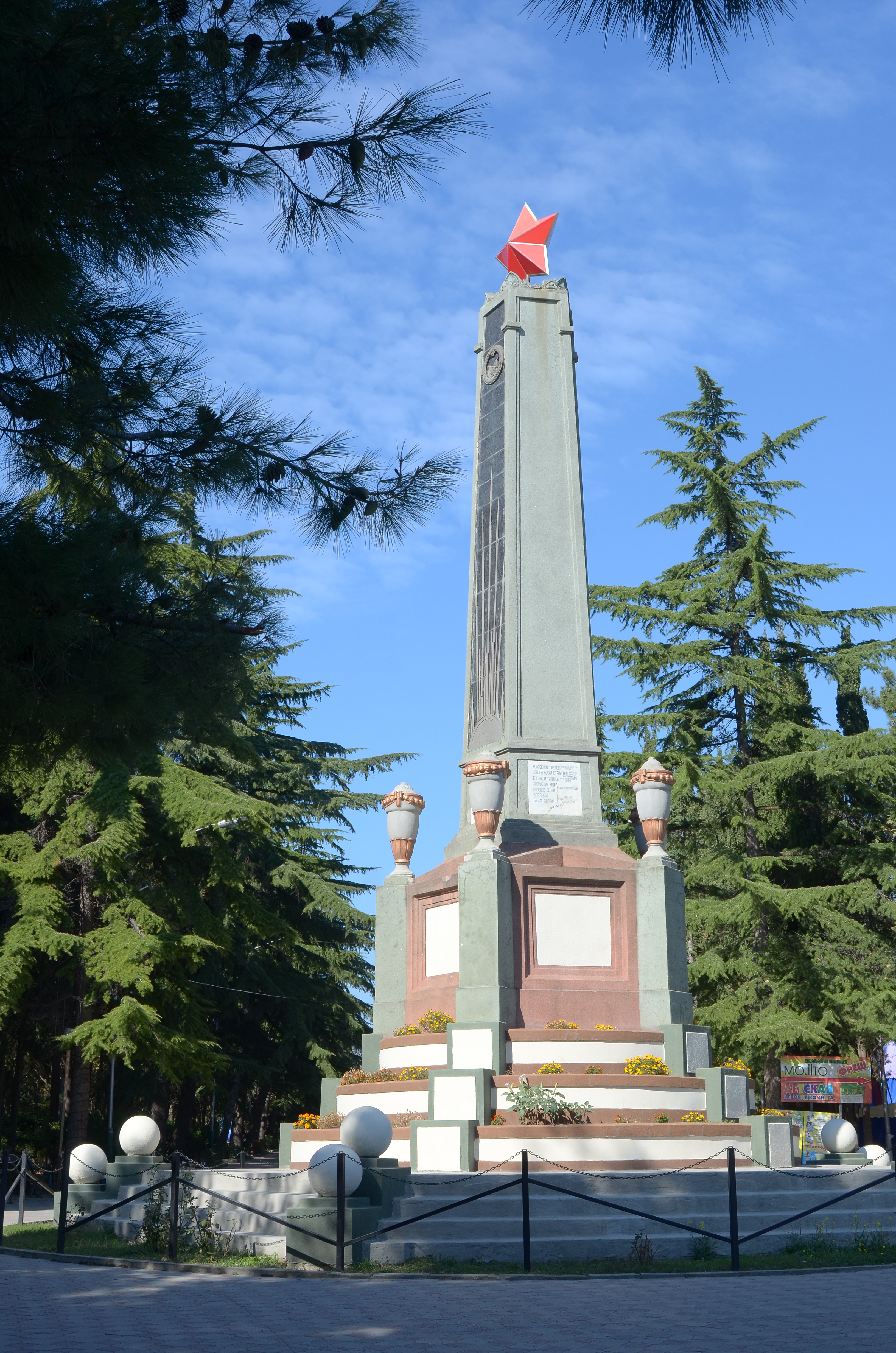
Братская могила членов правительства республики Таврида, 1918. Монумент архитекторов К. Галиева и Я. Усейнова, 1940. Среди имён казнённых — имя Т. Багликова.

18 января 1918 года в Алуште была установлена Советская власть, в марте — избран Совет рабочих, солдатских и поселянских депутатов; при его исполкоме — 13 комиссариатов. Тимофей Багликов руководил комиссариатом труда.
20 апреля того же года в Алуште и окрестных сёлах побережья под руководством эскадронцев поручика М. Хайретдинова и штаб-ротмистра С. М. Муфти-заде, произошёл мятеж, сопровождавшийся арестами и расстрелами красногвардейцев и большевиков, пострадали также южнобережные греки, ранее активно поддержавшие советскую власть. Белогвардейцы и буржуазные националисты захватили власть в городе, разоружили бойцов красногвардейских отрядов, арестовали их командиров С. Жилинского, И. Кулешова и комиссара труда Т. Багликова.
21 апреля у деревни Биюк-Ламбат были арестованы направлявшиеся в Новороссийск члены руководства республики Тавриды во главе с председателем СНК А. И. Слуцким и председателем губкома РКП(б) Я. Ю. Тарвацким. Их привезли в Алушту и разместили в подвале дачи «Голубка» (ныне городская библиотека им. С. Н. Сергеева-Ценского), где располагался штаб контрреволюционного мятежа (на здании установлена памятная табличка). Вместе с другими революционерами Багликов был расстрелян вблизи горы Демерджи в ночь на 24 апреля 1918 года. Тяжело раненые Акимочкин и Семенов остались в живых.

## Семья
Сын — Багликов Николай Тимофеевич (1901 [или 1903] — 6 июля 1942 года [в Книге Памяти РК указано 16 июня]) — директор санатория "Металлист". В годы Великой Отечественной войны партизан-разведчик Алуштинского партизанского отряда. Погиб в бою с карателями. Награждён орденом Красного Знамени посмертно.

После войны похоронен в Приморском парке недалеко от могилы отца. Ныне могила Николая Багликова — объект культурного наследия народов России регионального значения.

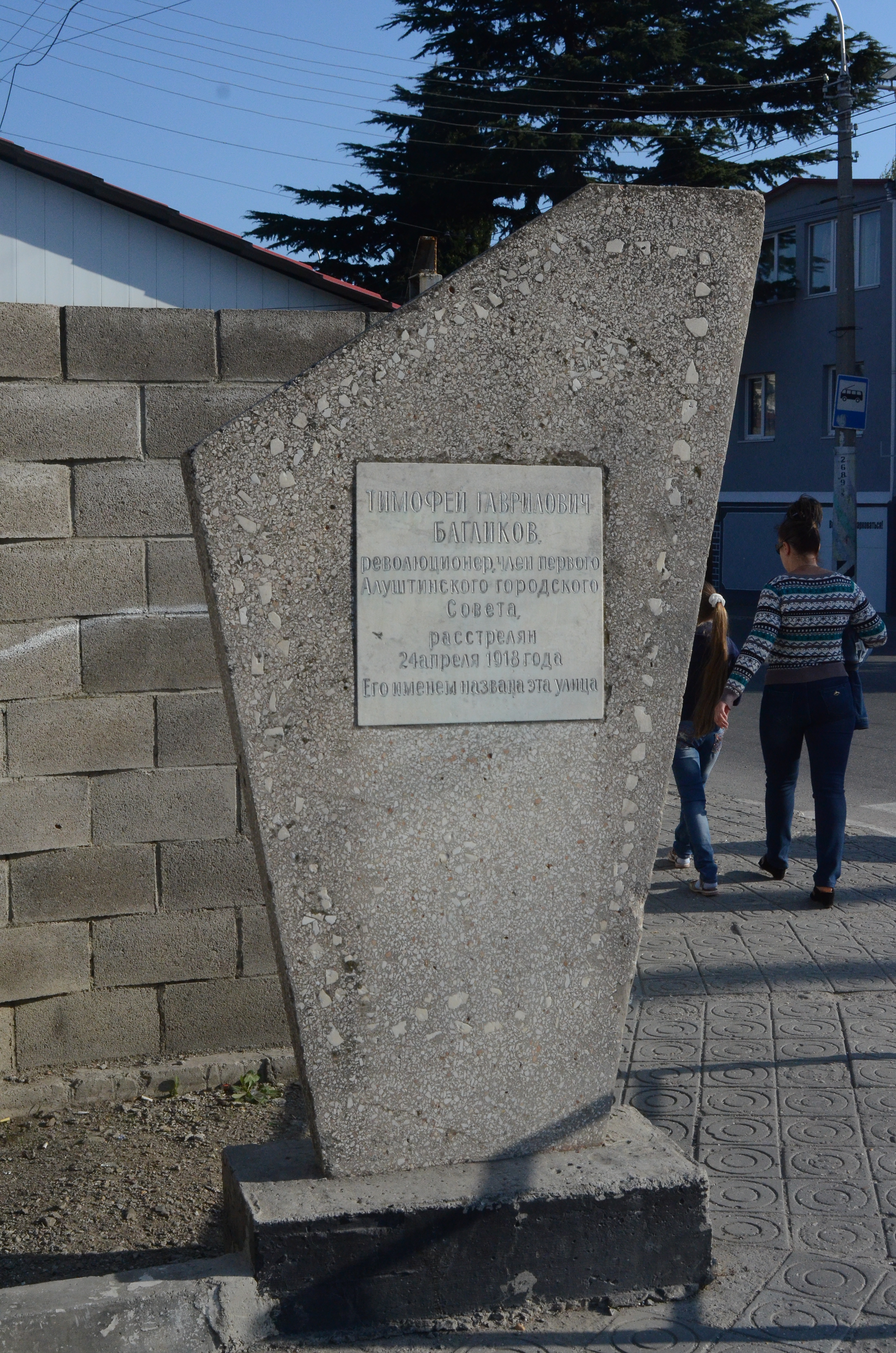
Памятная стела на улице Багликова

## Память
На заседании Правительственной комиссии при СНК Крымской АССР 4 апреля 1933 года было решено увековечить память расстрелянных членов Правительства Республики Тавриды. В 1933 году недалеко от набережной Алушты на братской могиле был установлен временный памятник. 6 ноября 1940 года по проекту архитекторов К. Галиева и Я. Усейнова над могилой был сооружён памятник — пятигранный обелиск со звездой. Ныне памятник казнённым — объект культурного наследия народов России регионального значения.
Указом Президиума Верховного Совета РСФСР от 18 мая 1948 года деревню Аджи-Мамбет переименовали в Багликово в честь Багликова Тимофея — члена Алуштинского ревкома, расстрелянного 24 апреля 1918 года крымскотатарскими националистами вместе с другими членами правительства Советской Социалистической Республики Тавриды. 
В честь Тимофея Багликова названа улица в центре Алушты, которая связывает улицу Горького и площадь Советскую. На углу Горького и Багликова установлена памятная стела.